# Sosnogorsk
Sosnogorsk è una città della Russia europea nordorientale, situata nella Repubblica dei Comi sul fiume Ižma, 345 km a nordest del capoluogo Syktyvkar.
Fondata nell'era sovietica (1939) come campo di lavoro forzato (gulag), ottenne lo status di città nel 1955. Si trova sulla riva sinistra del fiume Ižma alla confluenza dell'affluente Uchta.